# Naltsjik

Naltsjik in Kabardië-Balkarië

Naltsjik (Russisch en Karatsjaj-Balkaars: Нальчик, Nal’čik; Kabardijns: Налшык, Nalšyk) is de hoofdstad van de autonome Russische deelrepubliek Kabardië-Balkarië. De stad ligt op de uitlopers van de Kaukasus aan de rivier de Naltsjik en de bevolking werd in 2005 geschat op 282.913 inwoners.

## Geschiedenis

### Oorsprong
De plaats waar Naltsjik ligt werd al sinds 1743 bewoond door etnische Balkaren en Kabardijnen toen de Kabardijnse prins Aslanbek Kajtukin zijn residentie hierheen verplaatste. De naam komt uit het Tsjerkessisch en Karatstsjai-Balkaars en betekent Kleine paardenschoen (afgeleid van het Turkse woord nal wat 'paardenschoen' betekent). Deze naam kreeg de stad omdat deze in een vallei ligt ingeklemd tussen de bergen en van bovenaf gezien de vorm van een hoefijzer lijkt te hebben. Sinds 2004 wordt 1743 ook als vestigingsdatum gezien van de stad, al zijn er bewijzen dat er al een nederzetting was in de 2e helft van het 4e millennium v.Chr. genaamd Agoebekovskoje.
De huidige stad stamt van 1818, gesticht tijdens het toen steeds verder uitbreidende Russische Rijk als Russische grensvesting door generaal Aleksej Jermolov. Deze Jermolov was zeer berucht om zijn wreedheden tegen de bevolking die hij uit de bergen wilde hebben in de dalen, waar hij ze beter kon beheersen. Dorpen die tegenwerkten werden platgebrand en de bevolking verjaagd. In het begin waren er meerdere opstanden en aanvallen op de Kozakkenvesting, maar Jermolov liet meerdere forten bouwen en wist de bevolking uiteindelijk toch vrede te laten sluiten. De plaats zelf werd gesticht in 1822, maar op het wapenschild wordt het jaartal 1818 vermeld.

### Groei en veranderingen
De plaats werd een militaire nederzetting in 1838 en het bestuurlijk centrum van de Russen in deze regio. In 1846, tijdens de Kaukasusoorlog, deed Imam Sjamil een poging het te veroveren, maar moest terugkeren zonder succes. De plaats werd etnisch verdeeld in wijken, waarbij er ook een wijk was voor de bergjoden (Judeo-Tat). In 1914 woonden er 7589 mensen in de plaats. Na de Russische Revolutie kreeg de stad in november 1921 stadsrechten: In dat jaar werd het de hoofdstad van de Kabardino-Balkaarse Autonome Oblast, de voorloper van de huidige deelrepubliek (die van 1936 tot het uiteenvallen van de Sovjet-Unie de status van autonome socialistische sovjetrepubliek (ASSR) had).

### Tweede Wereldoorlog
Tijdens de Tweede Wereldoorlog was de stad van 28 oktober 1942 tot 3 januari 1943 door de Roemenen bezet; de stad leed tijdens de oorlog grote schade. Op bevel van de Duitse veldmaarschalk von Kleist werd een groot aantal onschuldige burgers geëxecuteerd en werden meer dan 100 gebouwen verwoest, om de cultuur van het gebied te vernietigen. Ook liet hij een mijnenveld aanleggen bij de stad, waar burgers in werden gedreven. Om de stad werden meer dan 600 vermoorde burgers van allerlei nationaliteiten gevonden in massagraven. Voor de vermoorde burgers en soldaten tijdens deze oorlog brandt een 'eeuwig vuur' in het stadspark. De stad werd na de oorlog herbouwd en meer geïndustrialiseerd.

### Post-Sovjetgebeurtenissen
In 1998 stortte een gedeelte van de tribune van het stadion van Natsjik in, waarbij 22 doden vielen. In 2003 werd het uitverkozen tot '2e schoonste stad van Rusland'.
Op 13 oktober 2005 vond er een aanval plaats op een aantal overheidsgebouwen in de stad door gewapende strijders, waarvan de verantwoordelijkheid werd opgeëist door de Tsjetsjeense terrorist Sjamil Basajev en waarbij ten minste 137 doden vielen.

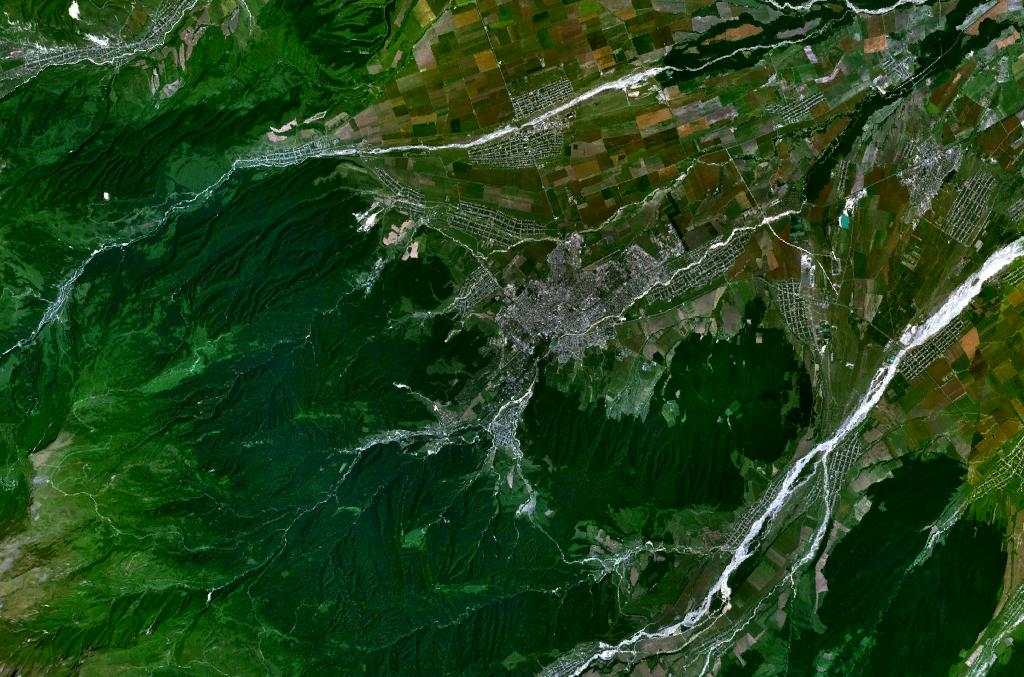
Satellietbeeld van Naltsjik. De uitlopers van de Kaukasus zijn onder in de afbeelding te zien.

## Economie
Naltsjik is een grote industriestad en het bestuurlijk centrum van Kabardië-Balkarië. De industrie bestaat vooral uit non-ferro metallurgie, machinebouw, productie van bouwmaterialen en lichte industrie.
De stad is een balneologisch en bergklimaatterapeutisch centrum met meerdere sanatoria. Het is ook de startplaats voor reizigers naar de Elbroestop. In de buurt van de stad ligt een groot park.

### Transport
De stad heeft een aantal goede wegen, zoals de snelweg van Rostov naar Bakoe en een spoorverbinding. Ook is er een gelijknamige luchthaven voor lokale vluchten. De dichtstbijzijnde luchthaven voor landelijke en internationale vluchten is Mineraljnye Vody in het zuiden van kraj Stavropol. Binnen de stad wordt het openbaar vervoer verzorgd door bussen en trolleybussen.

## Onderwijs
Naltsjik heeft de volgende instituten voor hoger en wetenschappelijk onderwijs:
- Staatsuniversiteit van Kabardië-Balkarië
- Kabardino-Balkaars Instituut voor Landbouw
- Staats-kunstinstituut van Noord-Kaukasus
- Filiaal van de Staats-economische Academie van Rostov
- Filiaal van de Staatsuniversiteit voor Telecommunicatie in Taganrog
- Naltsjikfiliaal van de Hogeschool van het Russische Ministerie van Binnenlandse Zaken in Rostov

## Bevolkingsverloop
| 1850 | 1862 | 1914 | 1931   | 1962    | 1989    | 2002    |
| ---- | ---- | ---- | ------ | ------- | ------- | ------- |
| 272  | 2300 | 7589 | 20.939 | 102.000 | 234.547 | 274.974 |

## Sport
Spartak Naltsjik is de professionele voetbalclub van Naltsjik en speelt in het Spartak Stadion. De club speelde meerdere seizoenen op het hoogste Russische niveau, de Premjer-Liga.

## Geboren in Naltsjik
- Joeri Temirkanov (1938-2023), dirigent
- Vladimir Esjtrekov (1947), voetballer en trainer
- Heinrich Trumheller (1972), wielrenner